# Scipione II. de’ Rossi

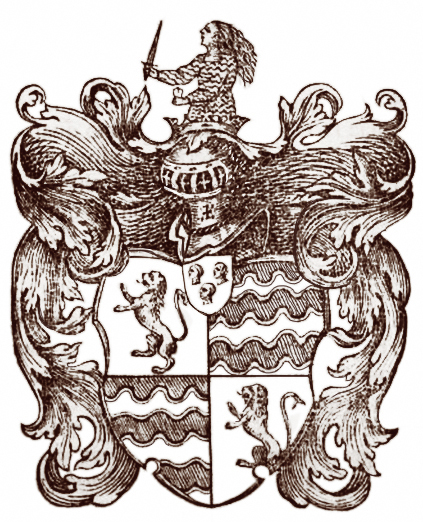
Wappen der Rossis von Parma

Scipione II. de’ Rossi (* 1715 in San Secondo; † 4. März 1802 in Venedig) war ein italienischer Adliger und 11. Markgraf von San Secondo.

## Biografie
Der Sohn von Pier Maria V. de’ Rossi und Gerolama Spinola wurde 1715 geboren und folgte 1754 seinem Vater als Markgraf von San Secondo nach. Er war Grande von Spanien, Berater des Kaisers und bekleidete das Amt des Kammerherrn an zahlreichen Höfen.
Obwohl er ein qualifizierter Gentleman war, Ämter bekleidete und Ehrungen erhielt, ob von Spanien oder vom Heiligen Römischen Reich, nahm er beim Ausbruch der Französischen Revolution und der nachfolgenden Einmarsch der napoleonischen Truppen in Italien die Einladung des Herzogs von Parma, Ferdinand I. von Parma, ein Regiment zum Kampf gegen die Invasoren zu rekrutieren, nicht an und zog sich stattdessen mit über 70 Jahren nach Venedig zurück, wo die Familie Rossi als Patrizier der Republik galt.

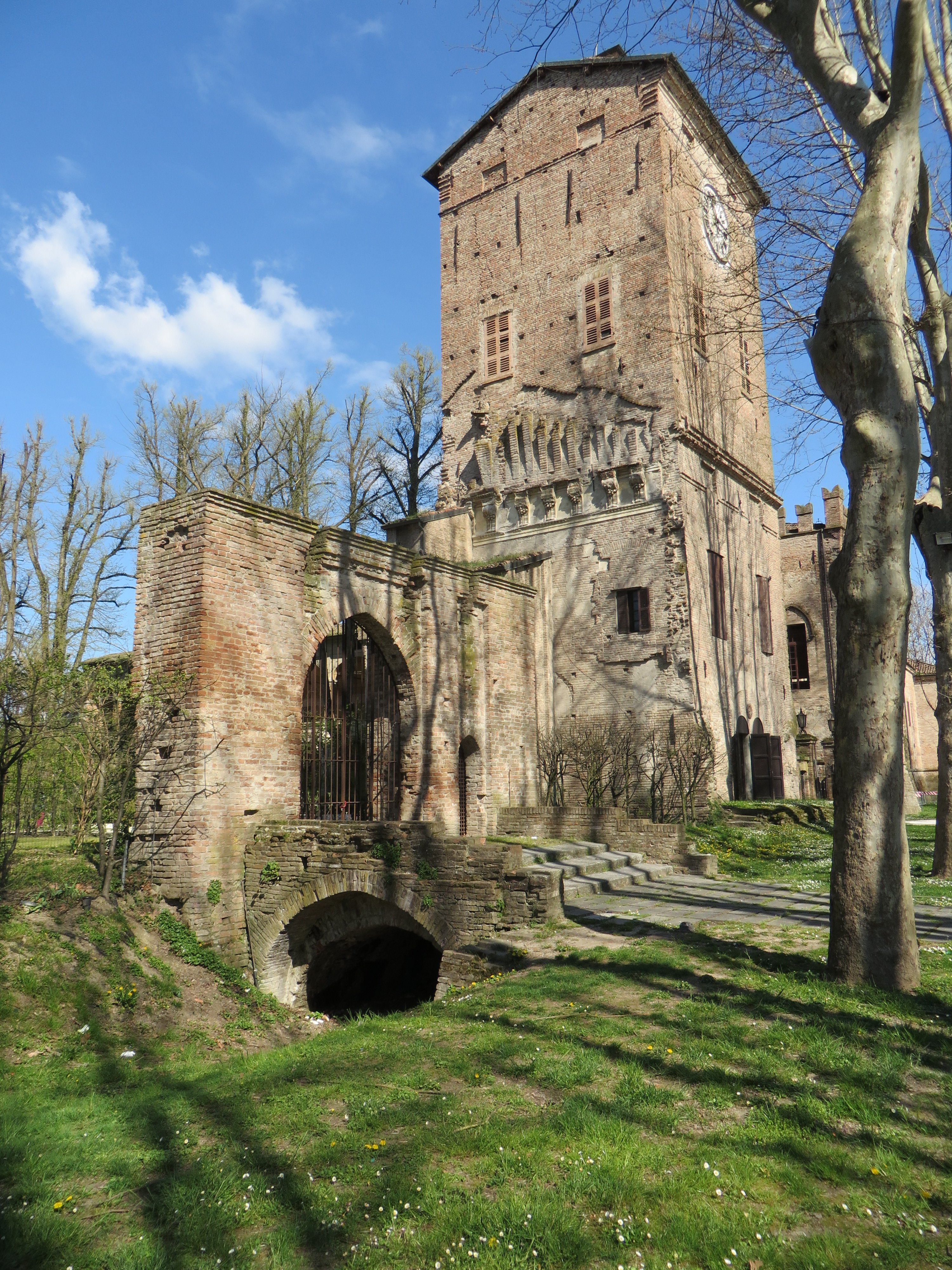
Rocca dei Rossi in San Secondo

Er starb am 4. März 1802 im Exil in Venedig. Auch wenn er zweimal verheiratet war, in erster Ehe mit Chiara Martinengo und in zweiter mit Teresa Vernazzi, gingen aus diesen Ehen keine Kinder hervor. So fiel die Markgrafschaft an Scipiones Vetter, Giovan Girolamo, den Sohn seines Onkels Troilo und Enkel von Federico II.